# Oxyagrion fernandoi
Oxyagrion fernandoi là một loài chuồn chuồn kim trong họ Coenagrionidae.
Oxyagrion fernandoi được miêu tả khoa học năm 1988 bởi Costa.